# Misericordiae vultus

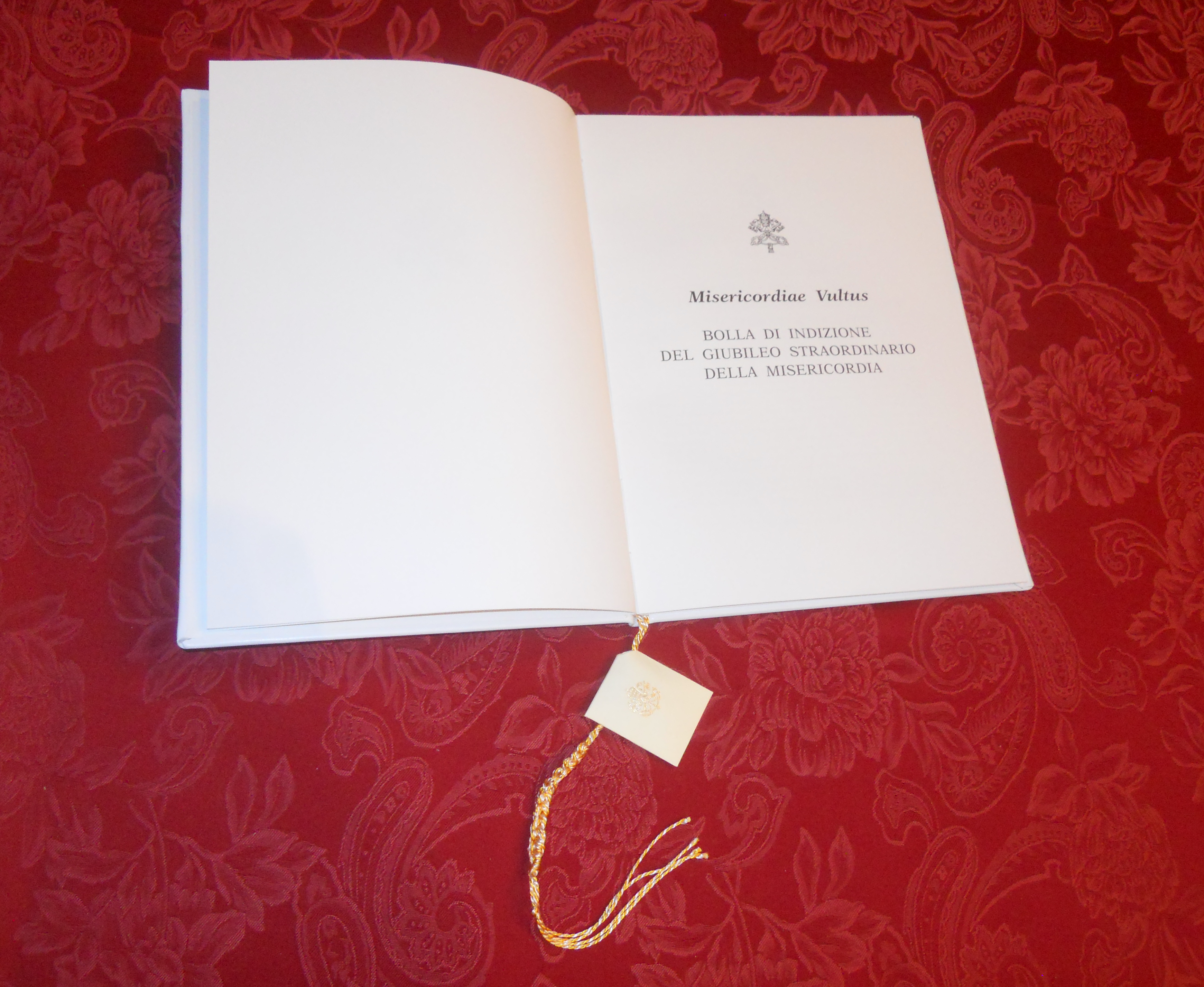
Kopia Bulli podpisanej przez papieża Franciszka 11 kwietnia 2015 tj. pierwsze nieszpory niedzieli Miłosierdzia Bożego.

Misericordiae vultus (z łac.Oblicze miłosiedzia) – bulla papieża Franciszka ogłaszająca Rok Miłosierdzia. Wydana w 2015 r. w Watykanie. Jest pierwszą bullą papieża Franciszka.